# Clostébol
Le clostébol est un stéroïde anabolisant synthétique dérivé de la testostérone. Il est un des produits interdits par l'Agence mondiale antidopage. 

## Cas de dopage
En 2016, la septuple championne du monde de ski de fond norvégienne Therese Johaug est contrôlée positive au clostébol et suspendue treize mois. Elle indique avoir absorbé la substance via une crème pour les lèvres,.
En mai 2019, le Brésilien Gabriel Santos a été suspendu du circuit de l'International Swimming League pour un test positif au clostébol.
En juillet 2022, le joueur de football José Luis Palomino est contrôlé positif au clostébol. Le mois suivant, le joueur de baseball Fernando Tatís Jr. est suspendu 80 matchs par les Ligues majeures de baseball pour un test positif.
En mars 2024, le joueur de tennis Jannik Sinner a été contrôlé deux fois positif au clostébol. Cette affaire suscite une polémique car les tests positifs ont été révélés en août 2024, après que les instances l’ont blanchi.
En février 2025, Jannik Sinner  est suspendu 3 mois (3 semaines avant le début de Roland-Garros) alors qu'il est 1er mondial.